# دائرة بني صاف
دائرة بني صاف هي إحدى دوائر ولاية عين تموشنت الجزائرية.

## الشوارع
- شارع فلسطين